# 이크티오포누스목
이크티오포누스목(Ichthyophonida)은 기생 생물 목의 일종이다. 물고기와 절지동물, 곤충 등의 장기와 근육에 기생하지만 일부는 자유 생활을 한다. 어류를 감염시키는 익티오포누스증 등의 병원체이다.

## 하위 속
- Amoebidium
- Anurofeca
- 이크티오포누스속 (Ichthyophonus)
- Pseudoperkinsus
- 프소로스페르미움속 (Psorospermium)
- Sphaeosoma